# Gustav Freytag
Gustav Freytag (ur. 13 lipca 1816 w Kluczborku, zm. 30 kwietnia 1895 w Wiesbaden) – powieściopisarz i dramaturg niemiecki, tworzący w nurcie realizmu mieszczańskiego. W 1887 odznaczony Pour le Mérite za Naukę i Sztukę

## Życiorys
Urodził się w Kluczborku (wówczas Kreuzburg). Karierę literacką rozpoczął romantyczną komedią Die Brautfahrt (1844). Napisał dramaty Die Valentine (1847), Graf Waldemar (1850) i komedię Die Journalisten, ciekawy obraz ówczesnego społeczeństwa niemieckiego. W roku 1855 wydał swą pierwszą powieść, zaliczaną swego czasu do arcydzieł literatury niemieckiej Soll und Haben (3 tomy), przesyconą wątkami antypolskimi i antyżydowską apologią pruskiego kapitalizmu. Przedstawił w niej powstańców krakowskich z 1846 i wielkopolskich z 1848 jako zbójeckie bandy. Ukazał też rzekomą opozycję pomiędzy niemieckim zamiłowaniem do pracowitości, a polnische Wirtschaft. Owocem jego studiów historycznych były Bilder aus der deutschen Vergangenheit (5 t., 1859-1867) oraz cykl powieści historycznych pod ogólnym tytułem Die Ahnen, zawierający dzieje jednego rodu niemieckiego od czasów przedhistorycznych do czasów współczesnych. W latach 1867–1870 był redaktorem czasopisma „Die Grenzboten”, organu propagującego zjednoczenie Niemiec pod berłem pruskim. Na łamach tej gazety wielokrotnie atakował Polaków.